# Hrvatska zora stranka naroda
Hrvatska zora stranka naroda (HZ), bila je hrvatska politička stranka demokršćansko-liberalne orijentacije. Osnovao ju je Milan Kujundžić 2013. godine, nakon što je istupio iz Hrvatske demokratske zajednice zbog neslaganja s politikom stranke.

## Povijest
Osnivačka skupština Hrvatske zore stranke naroda održala se 20. srpnja 2013. godine u Zagrebu. Za predsjednika Hrvatske zore stranke naroda izabran je Milan Kujundžić, dok je za zamjenika predsjednika Hrvatske zore stranke naroda izabran Milan Petrak. Dolaskom Andreja Plenkovića na vlast predsjednik Milan Kujundžić vratio se u HDZ, kao i većina članova stranke te je najavljeno njezino gašenje. Stranka je iste godine izbrisana iz Registra političkih stranaka.

## Predsjednik
- Milan Kujundžić (2013. – 2016.)

## Savez za Hrvatsku
Hrvatska zora 5. veljače 2014. godine sudjelovala je u osnivanju Saveza za Hrvatsku.

## Izborni rezultati
| Izbori | U koaliciji sa | Broj birača        | %                  | Broj zastupnika u saboru | Promjena     | Dio Vlade?   |
| Izbori | U koaliciji sa | (cijela koalicija) | (cijela koalicija) | (samo HZ SN)             | (samo HZ SN) | (samo HZ SN) |
| ------ | -------------- | ------------------ | ------------------ | ------------------------ | ------------ | ------------ |
| 2015.  |                | 4,487              | 0.20               | 0 / 151                  | ▬            | Oporba       |

| Izbori | Kandidat        | Prvi krug    | Prvi krug | Drugi krug   | Drugi krug | Rezultat |
| Izbori | Kandidat        | Broj glasova | %         | Broj glasova | %          | Rezultat |
| ------ | --------------- | ------------ | --------- | ------------ | ---------- | -------- |
| 2015.  | Milan Kujundžić | 112,581      | 6.30 (#4) |              |            | Poraz    |

| Izbori | U koaliciji sa    | Broj birača        | %                  | Broj zastupnika u EP-u | Promjena     |
| Izbori | U koaliciji sa    | (cijela koalicija) | (cijela koalicija) | (samo HZ SN)           | (samo HZ SN) |
| ------ | ----------------- | ------------------ | ------------------ | ---------------------- | ------------ |
| 2014.  | Savez za Hrvatsku | 63,437             | 6.88               | 0 / 11                 | ▬            |

DIP

## Vanjske poveznice
- Službene stranice hrvatske zore